# 삼육대학교
삼육대학교(三育大學校, Sahmyook University)는 대한민국 서울특별시 노원구에 위치한 사립 대학이다. 
미국에서 시작된 개신교단인 제칠일안식일예수재림교회에 의해 설립되었다. 1906년 10월 10일에 평안남도 순안에서 시작된 의명학교(義明學校)와 그것을 계승한 조선합회 사역자 양성소, 그리고 삼육신학원(三育神學院) 및 삼육신학대학을 모체로 하여 발전하였다.

## 연혁
1906년 10월 10일 평남 순안에 의명학교 개교
1917년      2년제 고등반으로 신학과 병설
1931년 4월 의명학교 신학과를 제칠일안식일예수재림교 본부교회로 이전
1937년      일제강점기 신사 참배 강요에 대응하여 종교적 신념 견지 위해 자진 경영 철수
1937년 5월 사역자 양성소로 재개교
1942년 5월 일제의 탄압으로 폐교
1947년 9월 본부교회가 소재한 서울특별시 동대문구에서 조선합회 신학교로 재개교
1949년 11월 현재 학교 부지로 이전
1951년 11월 '삼육신학원'으로 교명 변경
1954년 3월 4년제 과정 각종학교 인가
1961년 6월 4년제 일반대학으로 전환, '삼육신학대학'으로 교명 변경
1962년 3월 삼육실업초급대학 병설
1967년 3월 삼육대학으로 교명 변경
1973년 12월 삼육기술전문학교 병설
1980년 9월 대강당 준공
1984년 7월 도서관 준공
1992년 3월 '삼육대학교'로 교명 변경
1993년 2월 유즈노사할린에 분교 러시아 삼육대학을 설치
1996년 10월 개교 90주년 행사 개최
1997년 9월 바울관 준공
1997년 10월 터전마련 50주년 행사 개최
2000년 1월 제2과학관 준공
2000년 3월 신학관 준공
2000년 11월 체육관 준공
2002년 11월 삼육대학교 새로운 U.I. 제정 및 선포
2005년 12월 교육인적자원부로부터 삼육의명대학과 통합 승인
2006년 10월 개교 100주년 기념 행사 개최
2006년 10월 개교 100주년 기념 우표 발행
2007년 1월 미국 ETS 주관 TOEFL IBT 시험센터 인증
2007년 2월 한국 TOEIC 위원회 주관 토익시험센터 유치
2007년 10월 백주년기념관 준공
2008년 5월 음악관 준공
2008년 9월 한국사학진흥재단 주관 2008 전국대학 경영평가 전국 8위
2009년 5월 교육과학기술부 주관 교육역량강화사업 선정
2013년 9월 교육부·한국대학평가원으로 ‘대학기관평가인증’ 인증
2014년 7월 수도권대학특성화(CK-II) 사업 선정
2016년 6월 수도권대학특성화(CK-II) 사업 계속 지원 대학 선정
2016년 6월 중장기 발전계획 SU-MVP+ 플랜 2025 마련
2016년 7월 다니엘관, 요한관, 박물관 준공
2017년 4월 교육부 주관 ‘대학자율역량강화지원사업( ACE+)’ 선정
2017년 12월 교육부, 한국연구재단주관 ‘교육국제화역량인증제(IEQAS)’ 인증대학 선정
2018년 3월 교육국제화역량(IEQAS) 인증 획득(3년)
2018년 5월 ‘해외취업연수사업(K-Move스쿨)’ 선정
2018년 8월 교육부, 대학기본역량진단 ‘자율개선대학’ 최종 선정
2019년 4월 대학혁신지원사업 국고 지원
2019년 6월 한국대학평가원, 대학기관평가인정 획득 및 우수대학 선정
2020년 3월 김일목 박사 제15대 총장 취임
2020년 6월 생활교육원 브니엘관 준공(레지덴셜 칼리지)
2020년 11월 한국토지주택공사(LH) ‘산학연 기술개발 인프라 구축 업무협약(MOU)’체결
2021년 4월 과기정통부, 소프트웨어중심대학 선정
2021년 9월 교육부, 대학기본역량진단 ‘일반재정지원대학’ 최종 선정
2021년 10월 SU-GLORY 2030′ 비전 선포
2021년 11월 국제학술대회 ‘ICSU 2021’ 개최
2022년 4월 개교116주년기념, ‘옛터 기념비 세우기’ 사업 시행
2022년 5월 교육부, ‘2022~2024년 고교교육 기여대학 지원사업’ 선정
2022년 6월 교육부·산업통상자원부·한국산업기술진흥원, 반도체 전공트랙 사업 선정
2022년 7월 교육부·특허청, 신산업분야 지식재산 융합인재 양성사업’ 선정

## 교육편제

### 학부
삼육대학교는 8대학에 학과를 편제하여 운영중이다.
| 신학대학 | 인문사회대학                                                                                                   | 간호대학   | 약학대학 | 보건복지대학                                                                              | 과학기술대학                                                                | 미래융합대학 | 문화예술대학                             |
| -------- | --- | ---------- | -------- | ----------------------------------------------------------------------------------------- | --------------------------------------------------------------------------- | --- | ---------------------------------------- |
| - 신학과 | - 영어영문학부 - 영어영문학전공 - 영어통번역전공 - 경영학과 - 유아교육과 - 글로벌한국학과 - 항공관광외국어학부 | - 간호학과 | - 약학과 | - 물리치료학과 - 식품영양학과 - 사회복지학과 - 보건관리학과 - 상담심리학과 - 생활체육학과 | - 동물생명자원학과 - 화학생명과학과 - 환경디자인원예학과 - 바이오융합공학과 | - 컴퓨터공학부 - 컴퓨터공학전공 - 소프트웨어전공 - IT융합공학과 - 인공지능융합학부 - 경영정보시스템전공 - 인공지능공학전공 - 지능형반도체전공 - 데이터클라우드공학과 | - 음악학과 - 건축학과 - 아트앤디자인학과 |

### 대학원
| 일반대학원 - 인문사회계열 - 신학과 - 상담심리학과 - 사회복지학과 - 유아교육학과 - 자연과학계열 - 약학과 - 간호학과 - 식품생명산업학과 - 보건학과 - 융합과학과 - 물리치료학과 - 환경원예학과 - 중독과학과 - 예체능계열 - 음악학과 - 통합예술학과 - 스포츠과학과 | 특수대학원 - 신학 대학원 - 신학과 - 경영 대학원 - 경영학과 - 임상간호 대학원 - 임상전문간호학과 |  |

- 일반대학원 The School of Graduate Studies
- 특수대학원
  - 신학대학원 The Graduate School of Theology
  - 경영대학원 The Graduate School of Business Administration
  - 임상간호대학원 Graduate School of Nursing

## 같이 보기
- 삼육보건대학교
- 제칠일안식일예수재림교
- 신학교
- 전국신학대학협의회